# Atanásio Mtumuke
Atanásio Salvador Mtumuke, kurz Atanásio Mtumuke (manchmal auch Ntumuke), (* im Distrikt Mueda, Provinz Cabo Delgado, Portugiesisch-Ostafrika) ist ein mosambikanischer Armeegeneral, Politiker (FRELIMO) und von 2015 bis 2020Verteidigungsminister im Kabinett Nyusi I.
Mtumuke gilt als erfahrener Kämpfer während des Kolonialkriegs gegen die portugiesische Herrschaft und gehörte zum Umkreis von Samora Machel. Nach der Unabhängigkeit Mosambiks stieg Mtumuke in der mosambikanischen Armee auf. 1996 berief ihn Staatspräsident Joaquim Chissano zum Generalinspekteur der Armee.
Nach der Wahl Filipe Nyusis zum Staatspräsidenten berief dieser Mtumuke zum neuen Verteidigungsminister in seinem Kabinett. Mtumuke gehört zum Vertrautenkreis von Präsident Nyusi, der aus der gleichen Region kommt.
Zahlreiche Spitzenmitglieder der FRELIMO sollen, laut der Zeitung Verdade, ein umfangreiches Firmennetzwerk im Ressourcen- und Verkehrsbereich im Norden Mosambiks aufgebaut haben. Mtumuke ist ebenfalls Beteiligter in diesem Netzwerk, er ist Teilhaber der Madeiras de Machaze und Quionga Energia S.A.